# William Hanna
William Hanna (ur. 14 lipca 1910 w Melrose w stanie Nowy Meksyk, zm. 22 marca 2001 w North Hollywood, dzielnicy Los Angeles) – amerykański twórca filmów animowanych, pracujący w duecie z Josephem Barberą.

## Życiorys
Początek kariery Williama Hanny miał miejsce w 1932 roku wraz z rozpoczęciem praktyk w Leon Schlesinger Productions na stanowisku producenta animacji kreskówek dla Warner Bros. W 1936 roku usłyszał o Josephie Barberze, który pracował wówczas dla Terrytoons, i w 1939 roku we dwóch postanowili założyć zespół. W 1957 roku wspólnie otworzyli studio filmów animowanych pod nazwą Hanna-Barbera.
William Hanna zmarł na raka w wieku 90 lat, 22 marca 2001 roku w North Hollywood. Pochowany został na cmentarzu Ascension w Lake Forest w stanie Kalifornia.